# مدرسه کوکلداش
مدرسه کوکلداش یک مدرسهٔ دو طبقه در فرارود است که در سال ۱۵۶۹ در پایتخت خانات بخارا یعنی شهر بخارا (اکنون مرکز استان بخارای ازبکستان) ساخته‌شد.
این مدرسه هنگام فرمانروایی عبدالله‌خان دوم (۱۵۵۷–۱۵۹۸) با هزینهٔ برادر شيری و همکار نزدیکش قُـل بابا کوکلداش ساخته‌شد. پس از روی کار آمدن شوروی، دفتر M.V. Frunze در آن قرار داشت، سپس در دوره‌های گوناگون، مدیریتش در دست «Bukhkomstaris»، «موزهٔ بخارا» و «بایگانی منطقه‌ای» بود.
به این مدرسه به طور سنتی در جایگاه بخشی از مجموعهٔ معماری لب حوض و نخستین سازه‌ای که در آن بنیاد شده، نگاه می‌شود. این مدرسه امروزه در «فهرست ملی اشیاء املاک و مستغلات میراث فرهنگی مادی ازبکستان» و در فهرست پایگاه‌های میراث جهانی یونسکو (به عنوان بخشی از «میانهٔ تاریخی شهر بخارا») گنجانده شده‌است.
همچنین یک سرویس گردشگری و نمایش است که در آن «موزهٔ تاریخ ادبیات بخارا» کارگاه‌های صنایع دستی، فروشگاه‌های کالاهای هنر عامیانه و سالن زیبایی زنان کار می‌کنند.

## ویژگیها
این مدرسه با پهناوری ۶۰ در ۸۰ متر بزرگ‌ترین مدرسهٔ شهر است و در هنگام ساختش بزرگ‌ترین مدرسهٔ کل فرارود بود. این مدرسه بیش از ۱۳۰ سراچه دارد که بیش از ۳۲۰ طلبه در آن زندگی می‌کرده و دانش می‌اندوخته‌اند.
این یک ساختمان دو طبقه با یک درگاه بزرگ موزاییک در ورودی است که با طاق‌های ژرف آذین شده‌است و در گوشه‌ها با ستون‌های زیبا از عقیق سبز درخشان، آراسته شده‌است.
بدین‌سان این مدرسه نماد دولت نیرومندِ زیرِ رهبری عبدالله‌خان دوم شد.

## بن مایه
- «مدرسه «کوکل‌داش» جلوه‌ای از معماری قرن شانزدهم در «بخارا»+تصاویر». فارس نیوز. دریافت‌شده در ۲ اسفند ۱۴۰۰.
- «Kukeldash Madrassah, Bukhara». advantour. دریافت‌شده در ۲ اسفند ۱۴۰۰.
- «Kukeldash Medressa». lonely planet. دریافت‌شده در ۲ اسفند ۱۴۰۰.